# Euronews România
Euronews România este versiunea românească a canalului de televiziune Euronews, care s-a lansat pe data de 25 mai 2022.